# San Marino na Zimowych Igrzyskach Olimpijskich 2010
San Marino na Zimowych Igrzyskach Olimpijskich 2010 – występ jednoosobowej reprezentacji San Marino na igrzyskach olimpijskich w Vancouver w 2010 roku.
W składzie znalazł się 22-letni narciarz alpejski Marino Cardelli, dla którego był to drugi występ olimpijski – wystąpił wcześniej w Turynie, ale nie został tam jednak sklasyfikowany. W Vancouver zaprezentował się w slalomie gigancie mężczyzn, zajmując 80. miejsce w gronie 81 sklasyfikowanych zawodników. Cardelli pełnił rolę chorążego reprezentacji San Marino podczas ceremonii otwarcia igrzysk. Podczas ceremonii zamknięcia funkcję tę sprawował szef misji olimpijskiej, Gian Luca Borgagni.
Był to ósmy start reprezentacji San Marino na zimowych igrzyskach olimpijskich i dwudziesty start olimpijski, wliczając w to letnie występy.

## Tło startu

Logo Narodowego Komitetu Olimpijskiego San Marino

### Występy na poprzednich igrzyskach
Narodowy Komitet Olimpijski San Marino został założony w 1959 roku i w tym samym roku został zatwierdzony przez Międzynarodowy Komitet Olimpijski. Pierwszą reprezentację komitet wysłał na letnie igrzyska w Rzymie w 1960 roku. Kadra sportowców liczyła wówczas 10 zawodników, reprezentujących kraj w trzech dyscyplinach – kolarstwie, strzelectwie i zapasach.
Debiut reprezentacji San Marino na zimowych igrzyskach olimpijskich nastąpił w 1976 roku w Innsbrucku. San Marino było wówczas reprezentowane przez dwóch narciarzy alpejskich. Reprezentanci San Marino zaprezentowali się na zimowych igrzyskach również w Sarajewie (1984), Calgary (1988), Albertville (1992), Lillehammer (1994), Salt Lake City (2002) i Turynie (2006). W latach 1976–2006 wystąpili w zawodach olimpijskich w trzech dyscyplinach sportowych – biegach narciarskich, bobslejach i narciarstwie alpejskim. Najlepszym rezultatem osiągniętym przez reprezentanta San Marino na zimowych igrzyskach było 40. miejsce w slalomie mężczyzn podczas igrzysk w Sarajewie, które uzyskał Francesco Maria Cardelli.
Na dwóch poprzedzających Vancouver igrzyskach, w Salt Lake City i Turynie, reprezentacja San Marino liczyła jednego zawodnika. W Salt Lake City był nim Gian Matteo Giordani, który zajął 57. miejsce w slalomie gigancie mężczyzn, a w Turynie był to Marino Cardelli, który nie ukończył rywalizacji w tej samej konkurencji.
Przed startem w Vancouver San Marino nigdy nie zdobyło medalu olimpijskiego ani na letnich, ani na zimowych igrzyskach olimpijskich.

### Występy w sezonie przedolimpijskim
Reprezentanci San Marino wystąpili w rozegranych w lutym 2009 roku w Val d’Isère alpejskich mistrzostwach świata. W zawodach tych zaprezentowali się Marino Cardelli i Gianluca Giordani. W slalomie gigancie Giordani zajął 80. miejsce, a Cardelli nie został sklasyfikowany (nie ukończył drugiego przejazdu w rundzie kwalifikacyjnej). W slalomie Cardelli był 54., a Giordani nie został sklasyfikowany (nie ukończył pierwszego przejazdu w rundzie kwalifikacyjnej).
W sezonie przedolimpijskim zawodnicy z San Marino wystąpili również w konkurencjach alpejskich na uniwersjadzie w Harbinie. Giordani w tych zawodach zajął 51. miejsce w supergigancie, 56. w slalomie gigancie, a w slalomie nie ukończył pierwszego przejazdu. Z kolei Cardelli był 47. w slalomie gigancie, 49. w supergigancie i nie ukończył pierwszego przejazdu w slalomie.

### Kwalifikacje olimpijskie
Okres kwalifikacyjny do igrzysk w Vancouver w przypadku narciarzy alpejskich trwał od lipca 2008 do 25 stycznia 2010. Kwalifikację olimpijską do zawodów w slalomie, slalomie gigancie i zjeździe uzyskali alpejczycy, którzy w tym okresie zdobyli przynajmniej 500 punktów do listy rankingowej publikowanej przez Międzynarodową Federację Narciarską. Z kolei, aby zakwalifikować się do supergiganta i superkombinacji należało zdobyć przynajmniej 120 punktów w tych konkurencjach. 
Wobec niespełnienia tych warunków, reprezentanci San Marino zdobyli kwalifikację dzięki innemu kryterium. Tym był występ w mistrzostwach świata w Val d’Isère w 2009 roku oraz zdobycie w okresie kwalifikacyjnym przynajmniej 140 punktów FIS. Kwalifikację olimpijską wywalczyło finalnie dwóch sanmaryńskich narciarzy alpejskich – Marino Cardelli i Gianluca Giordani, jednak kwota narodowa dla San Marino wyniosła tylko jedno miejsce w zawodach olimpijskich. Wobec tego tylko jeden ze sportowców mógł wziąć udział w rywalizacji, a drugi pełnił rolę zawodnika rezerwowego.

### Prawa transmisyjne
Prawa do transmisji zimowych igrzyskach olimpijskich w Vancouver miał włoski publiczny nadawca radiowo-telewizyjny, Radiotelevisione Italiana, będący członkiem Europejskiej Unii Nadawców. Realizował on transmisję na obszarze San Marino. Ponadto transmisje za pośrednictwem telewizji kablowej i satelitarnej oraz transmisje internetowe prowadziły stacje Eurosport i Sky Italia.

### Znaczki okolicznościowe
Z okazji igrzysk olimpijskich w Vancouver Wielka Rada Generalna (parlament San Marino) wydała decyzję o wydaniu przez Pocztę Republiki San Marino serii trzech znaczków okolicznościowych. Projekt wykonała Mariella Antomelli, łączny nakład wyniósł 70 000 sztuk. Znaczki sprzedawano po nominałach 0,65, 0,85 i 1 euro. Na znaczkach przedstawione zostały loga poszczególnych zimowych dyscyplin olimpijskich, oficjalne logo igrzysk w Vancouver oraz napisy: San Marino i XXI Giochi Olimpici Invernali.

## Skład reprezentacji
Kadra San Marino liczyła jednego sportowca – był nim narciarz alpejski Marino Cardelli, który w dniu otwarcia igrzysk miał 22 lata i 142 dni. Był to drugi start olimpijski Cardelliego, który wystąpił także cztery lata wcześniej w Turynie.
W skład delegacji olimpijskiej, poza Cardellim, weszli: Gian Luca Borgagni – szef misji olimpijskiej, Riccardo Stacchini – trener zawodnika i Gianluca Giordani – lider zespołu i jednocześnie rezerwowy zawodnik. 
Kilka dni przed rozpoczęciem igrzysk delegacja została przyjęta przez dwóch kapitanów regentów San Marino – Stefano Palmieriego i Francesco Mussoniego w obecności przewodniczącego Narodowego Komitetu Olimpijskiego San Marino, Angelo Viciniego oraz sekretarza generalnego komitetu, Erosa Bologni. Podczas spotkania Cardelli otrzymał flagę San Marino, którą niósł później podczas ceremonii otwarcia. 

## Udział w ceremoniach otwarcia i zamknięcia igrzysk

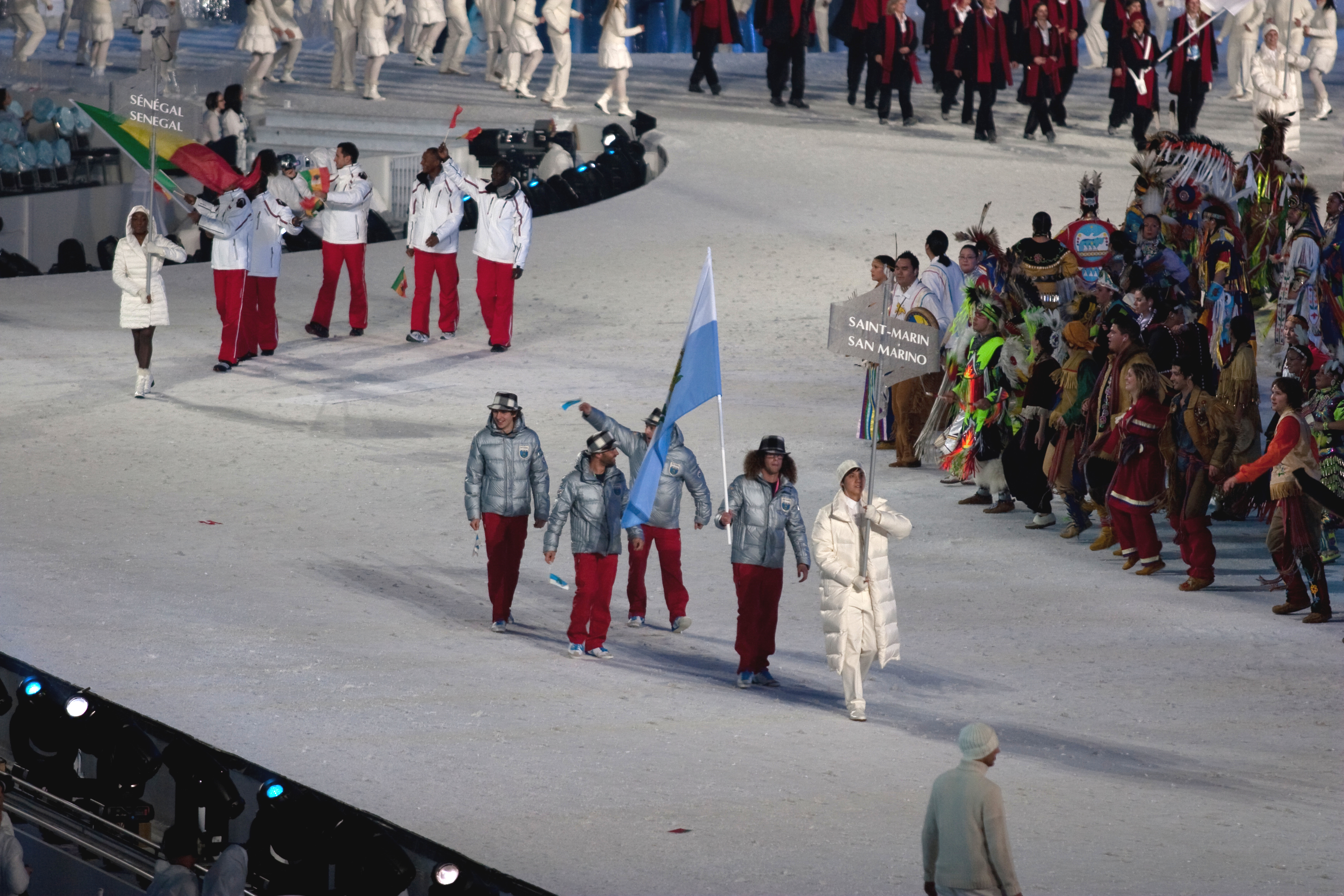
Reprezentacja San Marino podczas ceremonii otwarcia igrzysk olimpijskich w Vancouver

Rolę chorążego reprezentacji San Marino podczas ceremonii otwarcia zimowych igrzysk olimpijskich w Vancouver, przeprowadzonej 12 lutego 2010 w hali BC Place Stadium, pełnił alpejczyk Marino Cardelli. Reprezentacja San Marino weszła na stadion olimpijski jako 67. w kolejności – pomiędzy ekipami z Rosji i Senegalu. Z kolei podczas ceremonii zamknięcia, zorganizowanej 28 lutego 2010, funkcję chorążego pełnił szef misji olimpijskiej, Gian Luca Borgagni.

## Wyniki

### Narciarstwo alpejskie
Rywalizacja olimpijska w narciarstwie alpejskim na igrzyskach w Vancouver odbyła się w dniach 15–27 lutego 2010 w Whistler Creekside. Jedyny reprezentant San Marino w tej dyscyplinie, Marino Cardelli, uczestniczył w jednej konkurencji – slalomie gigancie, który przeprowadzono 23 lutego.
Cardelli wystąpił z numerem 94 w gronie 103 zgłoszonych zawodników. W pierwszym przejeździe reprezentant San Marino uzyskał 88. czas wśród 89 sklasyfikowanych zawodników, w drugim był 80. na 81 zawodników, w obu przejazdach pokonał tylko jednego sklasyfikowanego alpejczyka – reprezentanta Indii, Jamyanga Namgiala. Łącznie Cardelli zajął 80. miejsce ze stratą 47,93 s do zwycięzcy zawodów, Szwajcara Carlo Janki. 
| Konkurencja            | Zawodnik        | Zjazd 1 | Zjazd 1 | Zjazd 2 | Zjazd 2 | Łącznie | Łącznie |
| Konkurencja            | Zawodnik        | Czas    | Miejsce | Czas    | Miejsce | Czas    | Miejsce |
| ---------------------- | --------------- | ------- | ------- | ------- | ------- | ------- | ------- |
| Slalom gigant mężczyzn | Marino Cardelli | 1:40,88 | 88.     | 1:44,88 | 80.     | 3:25,76 | 80.     |